# جان دي فلوريت (فلم)
جان دي فلوريت (بالفرنسية: Jean de Florette) فيلم دراما، من نوع أفلام الفترة period drama (الذي يعكس تاريخ فترة من الزمن) لعام 1986، من إخراج كلود بيري، استنادًا إلى رواية لمارسيل بانيول. تدور أحداث الفيلم في ريف بروفانس. قام ببطولة الفيلم ثلاثة من أبرز الممثلين الفرنسيين: جيرار ديبارديو، ودانيال أوتويل، الحائز على جائزة بافتا، وإيف مونتان في أحد أدواره الأخيرة. يعتبر هذا الفيلم هو الجزء الأول، تبعه الجزء الثاني «مانون الربيع Manon des Sources»، تم تصوير الفلمين على مدار سبعة أشهر، وفي ذلك الوقت، كان أغلى فيلم فرنسي تم إنتاجه على الإطلاق، وحقق نجاحًا تجاريًا ونقديًا كبيرًا، على الصعيدين المحلي والدولي، وتم ترشيحه لثماني جوائز سيزار وعشر جوائز بافتا. ساعد نجاح الفيلمين في الترويج لبروفانس كوجهة سياحية.

## طاقم التمثيل
- إيف مونتان: في دور سيزار سوبيران[9]

- دانيل اوتويل: في دور يوجولين
- جيرار ديبارديو: في دور جان كادوريه[10]

- إليزابيث ديبارديو: في دور إيمي كادوريت
- إرنستين مازورونا: في دور مانون[11]

## ملخص أحداث الفيلم
تدور أحداث الفيلم في قرية بروفانس الخضراء الواقعة على قمة تل في عشرينيات القرن الماضي. يرغب سيزار سوبيران، البطريرك الثري لعائلة محتضرة، وقريبه الوحيد على قيد الحياة، ابن أخيه يوجولين، في خسارة أرواحهم لتخليد سلالة سوبيران. يعد المزارعان خطة مضمونة، وبدون ذرة من العار، يسرقوا جارهم الرومانسي، الأحدب جان كادوريه، وهو من سكان المدينة ويمتلك أرضاً زراعيةً، ولكن بعد حرمانه من الماء الثمين خلال صيف فرنسي طويل وجاف بشكل ملحوظ، يتعين على جان وعائلته وزوجته الداعمة إيمي وابنته الصغيرة مانون أن يعملوا بجهد مضاعف لتحقيق تطلعاتهم النبيلة، بينما سيزار ويوجولين يراقبون انهيار جان وأسرته.
يشتري جان الديناميت من أموال الرهن العقاري، لحفر بئر ليروي أرضه، ولكن مع أول انفجار يصاب جان بصخرة متطايرة، ويسقط في التجويف، ويموت بعد ذلك متأثراً بجراحه.

## استقبال الفيلم
حقق الفيلم نجاحًا كبيرًا في موطنه الأصلي فرنسا، حيث شاهده أكثر من سبعة ملايين شخص، وعلى المستوى الدولي؛ حقق في الولايات المتحدة ما يقرب من 5 ملايين دولار، مما جعله من بين أكثر 100 فيلم بلغة أجنبية، يحقق نجاحاً تجاريًا في الولايات المتحدة.
كان الاستقبال النقدي لجين دي فلوريت إيجابيًا حول العالم. قارنت ريتا كمبلي من صحيفة واشنطن بوست، قصة الفيلم من ناحية، وكتابات الروائي الأمريكي الحائز على جائزة نوبل ويليام فولكنر من ناحية أخرى. كتبت ريتا كميلي بأن الفيلم يمكن أن يكون بالفعل «عملًا فرنسيًا رائعًا»، احتفظت بالحكم لحين مشاهدة الجزء الثاني. علق روجر إيبرت من شيكاغو صن تايمز على استكشاف المخرج بري للشخصية الإنسانية، «قسوة الجشع البشري، والشعور بأن الأرض مهمة للغاية بحيث يمكن التضحية بالروح البشرية من أجلها»، منح إيبرت الفيلم ثلاثة ونصف من أصل أربعة نجوم.
أشاد نقاد مجلة فارايتي بالتصوير السينمائي. أثنى المراجع على المخرج بري بشكل خاص للعمل الذي أنجزه مع الممثلين الصغار، وعلى قراره البقاء وفيا لقصة مارسيل بانيول.
كتب ريتشارد بيرنشتاين من صحيفة نيويورك تايمز: «لا يشبه أي فيلم آخر شاهدته في السنوات الأخيرة». أطلق عليها نسخة محدثة وأسرع من رواية بانيول، وأدرجت الصحيفة الفيلم ضمن «أفضل 1000 فيلم على الإطلاق». تظهر المقالات النقدية اللاحقة أن الفيلم صمد أمام مرور الوقت. كتبت تاشا روبنسون عن إصدار الدي في دي على الموقع الأمريكي «ايه في كلوب» في 2007، حيث قالت: «فيلم جميل بشكل لا يطاق تقريبا»، قامت بتصنيف الفيلم بدرجة «أ»، ووصفته بأنه «مشدود بشكل مدهش ورشاقة».

## الجوائز
ترشح جان دي فلوريت لثماني جوائز سيزار في عام 1987، بما في ذلك أفضل فيلم، وأفضل مخرج، وأفضل تصوير سينمائي، وفاز بجائزة «أفضل ممثل» لدانيال أوتويل، وفي حفل توزيع جوائز بافتا في العام التالي، كان تقدير الفيلم أفضل، حيث فاز بجوائز أفضل ممثل في دور مساعد (دانيال أوتويل) وأفضل تصوير سينمائي، وأفضل فيلم، وأفضل سيناريو مقتبس. حصل الفيلم أيضًا على ستة ترشيحات أخرى، بما في ذلك كل من إيف مونتان، وجيرار ديبارديو في فئة «أفضل ممثل»، بالإضافة إلى أفضل إخراج وأفضل فيلم بلغة أجنبية. من بين الجوائز الأخرى التي حصل عليها الفيلم جائزة المجلس الوطني الأمريكي للمراجعة عن أفضل فيلم بلغة أجنبية، وترشيح أفضل فيلم بلغة أجنبية في حفل جوائز غولدن غلوب لعام 1988. كما تم ترشيحه للجائزة الذهبية في مهرجان موسكو السينمائي الدولي الخامس عشر.

## روابط خارجية
- جان دي فلوريت على موقع IMDb (الإنجليزية)
- جان دي فلوريت على موقع روتن توميتوز (الإنجليزية)
- جان دي فلوريت على موقع نتفليكس (الإنجليزية)
- جان دي فلوريت على موقع ألو سيني (الفرنسية)
- جان دي فلوريت على موقع Turner Classic Movies (الإنجليزية)
- جان دي فلوريت على موقع أول موفي (الإنجليزية)
- جان دي فلوريت على موقع بوكس أوفيس موجو (الإنجليزية)
- جان دي فلوريت على موقع فيلمافينيتي (الإسبانية)
- جان دي فلوريت على موقع قاعدة بيانات الأفلام السويدية (السويدية)
- جان دي فلوريت على موقع قاعدة بيانات الفيلم (الإنجليزية)